# فانتاجيو
فانتاجيو (هانغول:판타지오) هي شركة ترفيه كورية جنوبية أنشئت في العام 2008.

## التاريخ
أنشئت الشركة في 2008، كان اسم الشركة N.O.A (والذي يرمز إلى الشبة الخاصة بأسيا)، لكن تم تغير الاسم إلى فانتاجيو سنة 2011.
بجانب كونها وكالة مواهب، فانتاجيو أيضاً تنتج الأفلام والمسلسلات والتي تخرج عن طريق الشركة الفرعية فانتاجيو بيكشرز.

## الفنانون الحاليون

### الفِرَق
- (هيلو فينوس)
- (استرو)
- (ويكي ميكي)
- (سيربرايز)
- (Bully Handsome)

### الممثلون و الممثلات
- تشا يون جاي
- تشا ايون وو (لي دونق مين)
- تشو يو جين
- تشوي يو هوا
- يانغ جين وو
- جونغ ميونغ
- كانغ تاي أوه
- لي تاي هوان
- يوو-لل
- سيو كانغ جون
- هان بو باي
- هونغ جو يونغ
- إيم هيون سونغ
- كانغ بيل سوك
- كانغ شين تشول
- كيم جاي هوا
- لي جي هون
- يون جي ووك
- يو ها جون
- ين سونغ أي

## الشركات التابعة
- فانتاجيو بيكشرز بنسبة (100%) - إنتاج المسلسلات الدرامية والأفلام.
- أكاديمية فانتاجيو (100%) - أكاديمية لإدارة المواهب.
- فانتاجيو للموسيقى (100%) - شركة تسجيلات.
- ثريكل للأعلام (50%) - تعاون مشترك بين شركة بليديس إنترتينمينت التي تدير فرقة هيلو فينوس (ألغي العقد في 2014).

## وصلات خارجية
- الموقع الرسمي